# Reichwalde (Saksen)
Reichwalde (Oppersorbisch: Rychwałd) is een plaats in de Duitse gemeente Boxberg/Oberlausitz, deelstaat Saksen, en telt 567 inwoners (2007).